# Апатит (підприємство)
ВАТ «Апатит» — один з найбільших світових постачальників фосфатної сировини для виробництва мінеральних добрив, головний продуцент апатитового концентрату. Осн. пром. центр — м. Кіровськ.

## Історія
Видобуток апатиту почався у 1929 р. на північно-східному фланзі родовища Кукісвумчорр, де рудний поклад виходить на поверхню.
У 1931 р. була пущена в експлуатацію перша збагачувальна фабрика, АНОФ-1. У 1929 р створено трест «Апатит», який в середині 30-х років випускав декілька видів продукції: апатитовий, сфеновий, нефеліновий і ловчоритовий концентрати, подвійний суперфосфат.
У 1938 р. трест був перейменований в Північний державний хімічний комбінат «Апатит», а навесні 1975 р. — у виробниче об'єднання (ВО). Спочатку видобуток здійснювався тільки відкритим способом (в 1936 р досягнута максим. рівень відкритого видобутку — 1.6 млн т).
З 1937 р почався підземний видобуток апатитових руд. Річна продуктивність підземного видобутку становила 4 млн т.
У роки Другої світової війни обладнання рудника було демонтоване і вивезене на Середній Урал і в Казахстан, а в підземних гірничих виробках налагоджене виробництво військової продукції, водночас 1200—1300 т апатиту щорічно добували вручну для виробництва запалювальних сумішей.
Відновлення рудника почалося влітку 1943 р., а в квітні 1944 р. рудник дав перші тонни руди.
У середині 50-х років почали видобуток руди Юкспорський і Расвумчоррський підземні рудники, в 1959 р. почали будівництво другої збагачувальної фабрики (АНОФ-2) в зв'язку з поставленою задачею по збільшенню випуску апатитового концентрату до 14.5 млн т в рік, ще через рік в районі АНОФ-2 заклали м. Апатит.
У 1963 р. почав працювати Північний кар'єр річною потужністю 1 млн т руди, а в 1964 р. пущений в експлуатацію Центральний кар'єр на високогірному плато Расвумчорр. Наприкінці 60-х років запаси руди Північного кар'єру відпрацьовані.
У 1972 р. став до ладу Саамський кар'єр із загальними запасами 38 млн т і проектною потужністю 3 млн т руди на рік. За короткий період річна продуктивність Саамського кар'єру досягла 5 млн т. В 1981 р. почалася експлуатація ще одного рудника — Східного з потужністю кар'єру становила 7 млн т руди на рік, в 1982 р. почав роботу Ньоркпахкський кар'єр з річною потужністю 6 млн т, у 1984 р. пущена в експлуатацію третя апатито-нефелінова фабрика (АНОФ-3). За 1985—1990 рр. ВО «Апатит» виробляло в середньому 9.5 млн т на рік апатитового концентрату.
Потужності видобутку руди зростали: 1980 р — 42.5 млн т, 1985 — 54.1 млн т, 1990 — 61.6 млн т. Сумарна потужність підземних рудників склала 20 млн т руди на рік. Потужність збагачувальних фабрик АНОФ-1, АНОФ-2 і АНОФ-3 — понад 60 млн т руди на рік (1990). На цей час рудна база почала виснажуватися. . У результаті потужності підприємства з видобутку руди знизилися з 61.6 млн т в 1990 р. до 31.5 млн т в 1998 р. З 1994 р. утворено ВАТ «Апатит». Згодом воно перейшло під управління компанії «Роспром», дочірньої по відношенню до фінансової групи «Менатеп».

## Характеристика
ВАТ «Апатит» — провідне підприємство в РФ (Мурманська обл.) з видобутку і збагаченню апатит-нефелінових руд Хібінської групи родовищ — Кукісвумчоррське, Юкспорське, Апатитовий Цирк, Плато Расвумчорр, Коашвінське, Ньюркпахкське родов. — всього 11 родов., які входять в число найбільших і багатих родовищ світу (запаси апатит-нефелінових руд складають понад 30% підтверджених світових запасів апатиту). Це основна база фосфорвмісної сировини РФ. ВАТ «Апатит» розробляє 6 родовищ: Кукісвумчоррське, Юкспорське, Апатитовий Цирк, Расвумчорр, Коашва, Ньоркпахк і виробляє мінеральні добрива.

## Технологія розробки
Підприємство включає 4 кар'єри і 3 шахти, 2 збагач. ф-ки. Пром. запаси руд — 3,6 млрд т. (1,5 млрд т. — держрезерв). Протяжність рудних тіл 2-3 км, потужність 40-300 м, падіння 20-50о, вміст Р2О5 7.5-19%. Руда є комплексною сировиною для отримання апатитового, нефелінового, сфенового, титаномагнетитового і егіринового концентратів. Збагачення включає подрібнення руди до −0,3 мм і п'ятистадійну флотацію. Апатитовий концентрат виробництва ВАТ «Апатит» відрізняється виключно високою якістю завдяки постійності складу, високому вмісту P2O5 (концентрат сорту «стандарт» містить не менше 39% Р2О5, а з 1998 р почато виробництво сорту «супер», що містить не менше 40% Р2О5, має низький вміст оксиду магнію, органіки, хлору, кадмію, арсену, важких металів, що визначає його технологічність і екологічну чистоту  [Архівовано 9 жовтня 2007 у Wayback Machine.].

## Сучасний стан
На початок XXI ст. найбільшими акціонерами ВАТ «Апатит» є ВАТ «Російські інвестори» (Москва — 74.63% акцій, і спільне з норвезькою компанією Norsk Hydro підприємство ЗАТ «Нордік русскій холдінг» (Москва) — 7.7252% акцій.
До 2000 р. компанія «Апатит» мала в своєму розпорядженні треті за обсягом добувні і переробні потужності після марокканської Group Office Cherifien des Phosphates (OCP) і компанії з США IMC Global Inc., але в 2000 р. остання значно скоротила свої потужності, зберігши лише чотири з семи рудників, що вивело «Апатит» на друге місце у світі.
ВАТ «Апатит» має ліцензію на право користування надрами на термін до 2013 р.
У 2002 році видобуто 27 млн тонн руди, отримано апатитового концентрату 8,58 млн тонн, вироблено понад 1 млн тонн нефелінового концентрату. Динаміка виробництва позитивна. Крім того, виробляли егіриновий та сфеновий концентрат. На період до 2015 р. планується видобувати річно 27-28,8 млн т руди і виробляти 8,5-9 млн т/рік апатитового концентрату.